# Wendy Callender
Wendy Callender (11 de junio de 1960) es una deportista australiana que compitió en judo. Ganó dos medallas de bronce en el Campeonato de Oceanía de Judo en los años 1979 y 1994.

## Palmarés internacional
| Campeonato de Oceanía | Campeonato de Oceanía   | Campeonato de Oceanía | Campeonato de Oceanía |
| Año                   | Lugar                   | Medalla               | Categoría             |
| --------------------- | ----------------------- | --------------------- | --------------------- |
| 1979                  | Rotorua (Nueva Zelanda) | Medalla de bronce     | –66 kg                |
| 1994                  | Sídney (Australia)      | Medalla de bronce     | –72 kg                |